# 바닐라 아이스크림

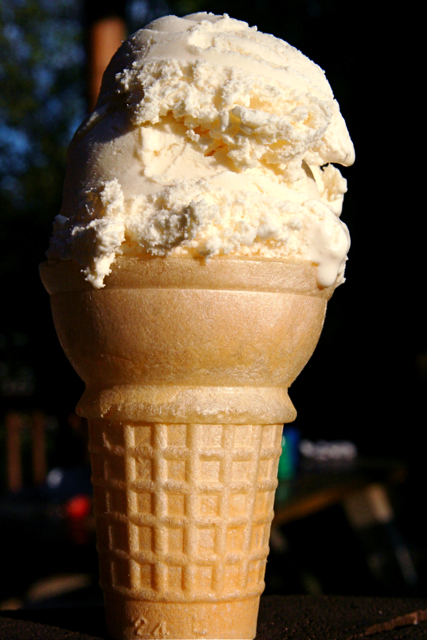
아이스크림 콘 형태로 준비된 바닐라 아이스크림

바닐라는 특히 북미, 아시아 및 유럽에서 아이스크림 맛을 내기 위해 자주 사용된다. 바닐라 아이스크림(Vanilla ice cream)은 다른 아이스크림과 마찬가지로 원래 크림, 설탕, 바닐라로 만든 혼합물을 얼음과 소금이 담긴 용기 위에서 냉각시켜 만들어졌다. 아이스크림의 맛을 내는 데 사용되는 바닐라의 종류는 지역에 따라 다르다. 북미와 유럽의 소비자들은 더욱 뚜렷하고 스모키한 향에 관심이 있는 반면, 아일랜드에서는 아니스 같은 향이 더 선호된다. 아이스크림의 부드러운 농도를 만들려면 혼합물을 가끔 저어준 다음 얼음과 소금이 담긴 용기에 다시 넣어 결빙 과정을 계속해야 한다. "Iced: 180 Very Cool Concoctions"에 따르면 많은 사람들은 종종 바닐라를 아이스크림의 "기본" 또는 "일반" 맛으로 간주한다.

## 같이 보기
- 포털:음식